# Thylacodes inopertus
Thylacodes inopertus is een slakkensoort uit de familie van de Vermetidae. De wetenschappelijke naam van de soort is voor het eerst geldig gepubliceerd in 1828 door Leuckart in Rüppell & Leuckart.